# Nilbuntbarsch

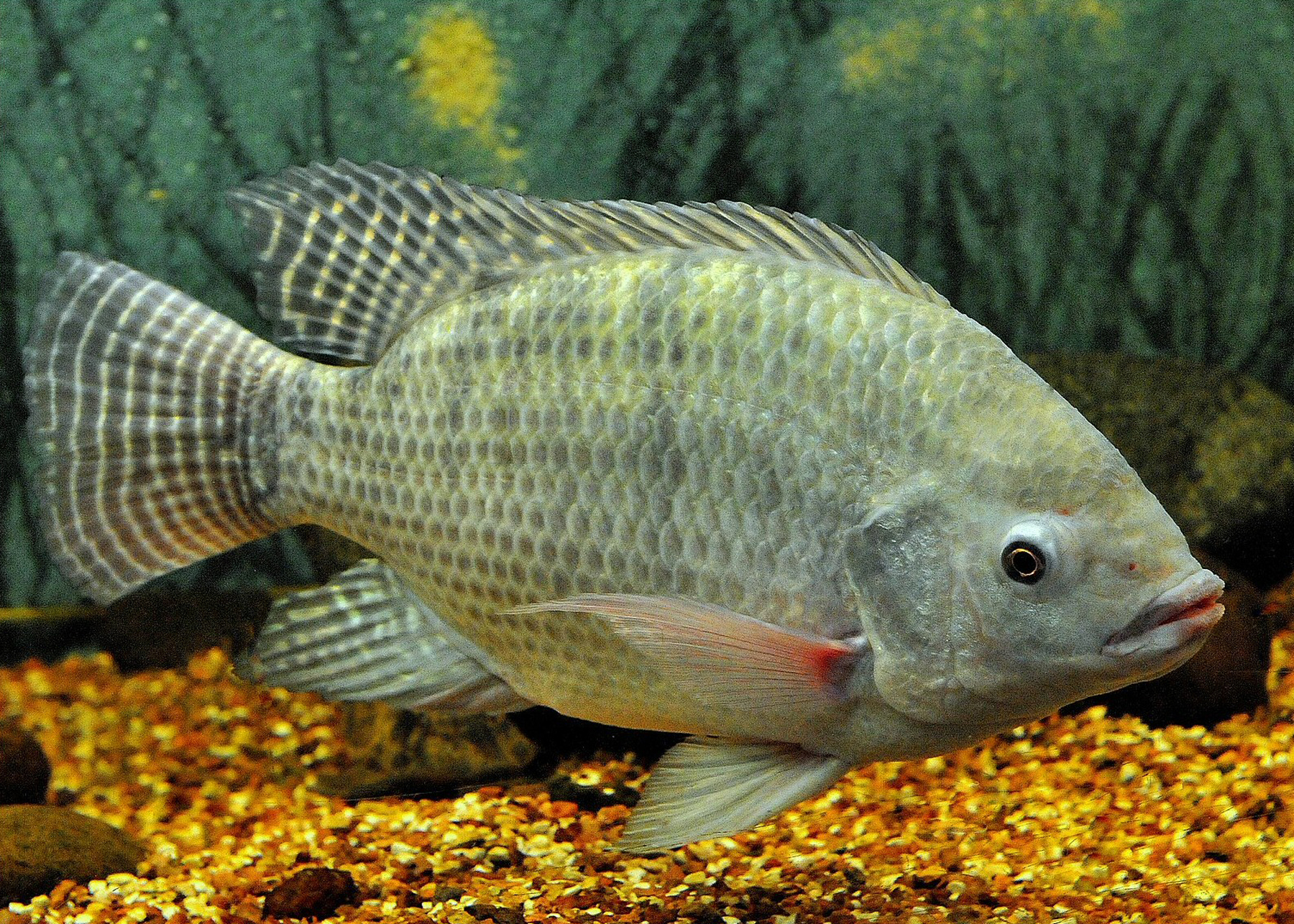
Nilbuntbarsch

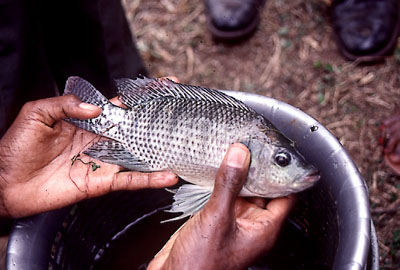
Männliches Tier

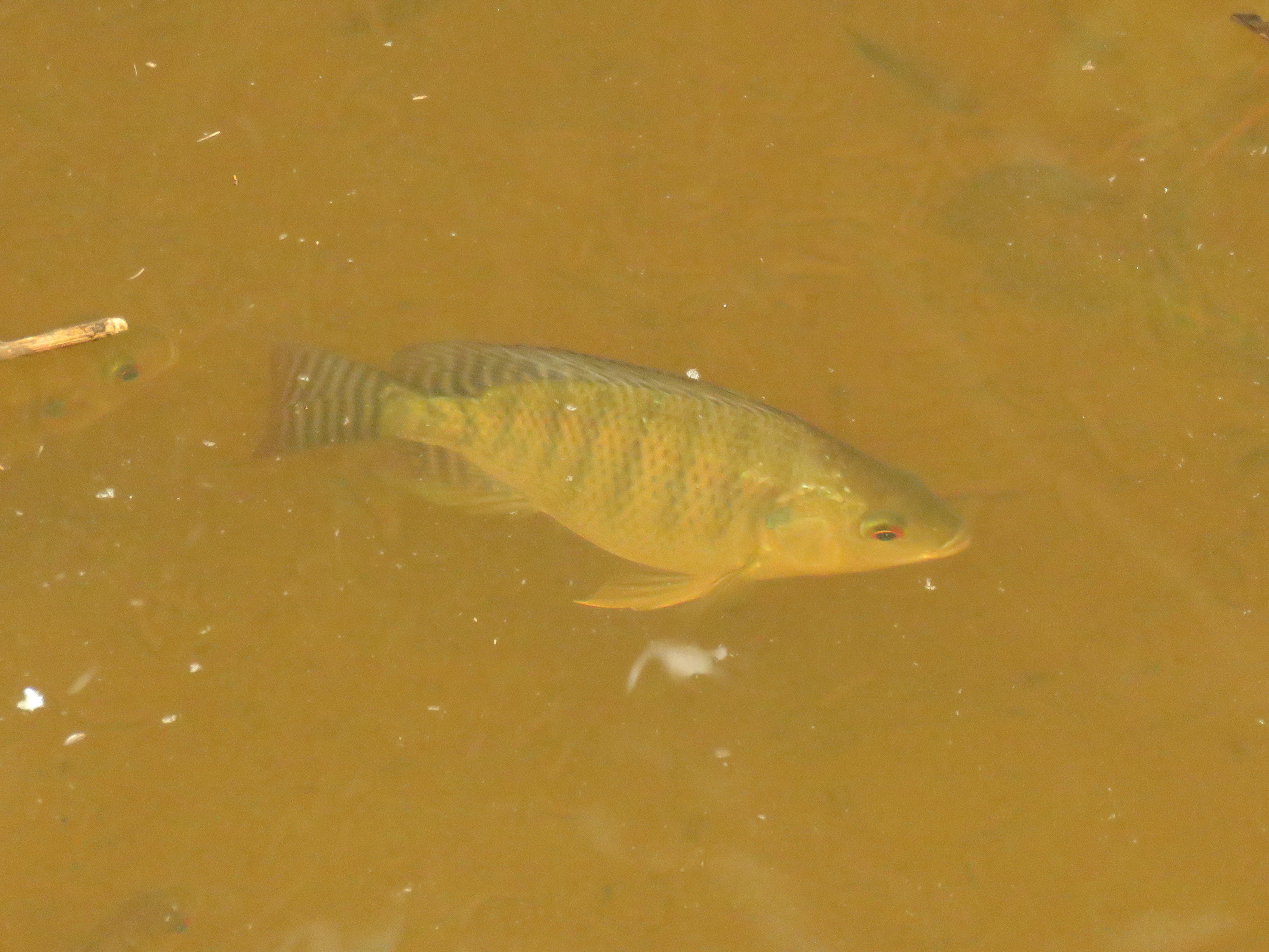
Oreochromis niloticus im Gewässer

Der Nilbuntbarsch (Oreochromis niloticus) ist eine Fischart aus der Familie der Buntbarsche (Cichlidae), die mit acht Unterarten in West-, Nordost- und Ostafrika weit verbreitet ist und auch im Nahen Osten vorkommt.

## Merkmale
Oreochromis niloticus kann etwa 60 cm lang und über 4 kg schwer werden. Er besitzt einen sehr hochrückigen und seitlich abgeflachten Körper, der mit Cycloidschuppen bedeckt ist. Die Körperhöhe beträgt 40 bis 47 % der Standardlänge, die Kopflänge 31,5 bis 40,5 % der Standardlänge und die Unterkieferlänge 29 bis 37 % der Kopflänge. Die Kiefer kleinerer Fische sind mit 3 bis 4 Zahnreihen besetzt, größere Exemplare (länger als 20 cm) besitzen 4 bis 6 Zahnreihen. Die Zähne der äußeren Zahnreihe sind zweispitzig. Die untere Pharyngealia ist ebenso breit wie lang oder etwas breiter. Ihr ventraler Kiel ist länger als der dreieckige, mit Zähnen besetzte Bereich. Auf dem unteren Ast des ersten Kiemenbogens befinden sich 18 bis 28 Kiemenreusenstrahlen.
- Flossenformel: Dorsale XV–XVIII/11–13, Anale III/9–11.
- Schuppenformel: SL 31–34, 2–3 Schuppenreihen auf den Kopfseiten.
- Wirbel: 30–32.

Auffälligstes Kennzeichen des Nilbuntbarschs sind die senkrechten Streifen auf der Schwanzflosse. Ansonsten sind die Fische von grauer Grundfarbe und zeigen 6 bis 9 senkrechte, olivgrüne Streifen an den Körperseiten. Der Bauch ist weißlich, die Oberlippe grün oder weiß, die Unterlippe weiß. Rücken- und Afterflosse sind gräulich, manchmal mit einem schmalen rötlichen Rand. Die Brustflossen sind transparent, die Bauchflossen grau. Während der Fortpflanzungszeit zeigen die Männchen einen rötlichen Schimmer auf Kopf, Körper, Rücken- und Schwanzflosse.

## Lebensweise
Der Nilbuntbarsch kommt in vielen verschiedenen Süßwasserhabitaten vor und hat eine hohe Temperaturtoleranz (13,5–33 °C). Das können Flüsse, Seen oder Bewässerungskanäle sein. Er ernährt sich überwiegend von Phytoplankton und Algen. Wie alle Oreochromis-Arten ist auch Oreochromis niloticus ein Maulbrüter, bei dem das Brutgeschäft nur vom Weibchen ausgeübt wird.

## Unterarten
- Oreochromis niloticus baringoensis Trewavas, 1983; Baringosee (Kenia).
- Oreochromis niloticus cancellatus (Nichols, 1923); Seen des äthiopischen Rift Valley, Basaka-See und Awash-System, aber nicht im Tanasee und Turkana-See.
- Oreochromis niloticus eduardianus (Boulenger, 1912); Albert-Nil, Albert-, Edward-, Georg-, Kivusee, Ruzizi und Tanganjikasee. (Eingeführt im Viktoriasee und Kyogasee und in viele weitere kleine Seen und Stauseen in Uganda und Ruanda).
- Oreochromis niloticus filoa Trewavas, 1983; Awash-System ohne Basaka-See; möglicherweise auch im Akakisee.
- Oreochromis niloticus niloticus (Linnaeus, 1758); Israel, Stromgebiet des Nil vom Albertnil bis zum Delta, Westafrika (Senegal, Gambia, Volta, Niger und Benue) und im Tschadsee. In zahlreichen Ländern wurde die Unterart als Speisefisch eingeführt.
- Oreochromis niloticus sugutae Trewavas, 1983; Nordwestkenia, auch in Thermalquellen.
- Oreochromis niloticus tana Seyoum & Kornfield, 1992; Tanasee (Hochland von Äthiopien).
- Oreochromis niloticus vulcani (Trewavas, 1933); Turkana-See (Kenia) und Zuflüsse mit Ausnahme des Omo.

## Verwendung in der Aquakultur
Der anspruchslose Nilbuntbarsch gilt als eine der wichtigsten Speisefischarten für die globale Aquakultur. Mittlerweile gehört er auch in den USA zu einer der beliebtesten Nutzarten. 2017 belief sich die Jahresproduktion gemäß FAO auf 4.130.281 Tonnen. Bei einer Wassertemperatur zwischen 20 und 35 °C kann die omnivore Tilapia-Art bis 60 Zentimeter groß werden. Der Nilbuntbarsch ernährt sich unter anderem von Detritus, Algenaufwuchs (Periphyton), Biofilm, kleinen Krebstieren, Wirbellose oder Wasserpflanzen. Unter bestimmten Bedingungen kann er sogar feinste Nährstoffpartikel aus dem Wasser aufnehmen. Es lässt sich im bestimmten Grade auch mit Futter, welches einen geringen Eiweißanteil enthält, mästen. Für die Produktion von einem Kilogramm Tilapiafleisch sind in Relation ca. 0,7 kg Futterfischfleisch notwendig. Damit besitzt er einen hervorragenden Futterverwertungskoeffizienten. Für die Aquakultur ist wegen seines festen und wohlschmeckenden Fleisches, der einfachen Reproduktion, besonderen Schnellwüchsigkeit und Resistenz gegenüber Pathogenen besonders gut geeignet. Infolge seines maulbrütenden Verhaltens sind die Ausfall- und Verlustraten beim Nilbuntbarsch deutlich niedriger als bei anderen Fischarten. Zu den wichtigsten Erzeugerländern gehören derzeit Ägypten, China und Indonesien. Aber auch kleinere Länder wie Honduras sind in die Erzeugung von Tilapias eingestiegen. Die Produktion verläuft in mehreren Abschnitten: dem Laichvorgang des Elterntierbestand und der Brutpflege durch die weiblichen Tiere. Des Weiteren durch die Larvenaufzucht in Teichen oder Tanks. Bei den Larven wird eine Geschlechtsumkehr (sex reversal) vorgenommen. Danach kommen die Tiere in die Mast. Diese kann in geschlossenen Kreislaufanlagen, offenen Durchflussanlagen, Netzgehegen, semi-intensiv genutzten Teichen oder extensiv genutzten Teichen stattfinden. Nach fünf bis sechs Monaten haben die Nilbuntbarsche dann ihre Schlachtreife erreicht.
Da der Nilbuntbarsch Zwischenwirt für den Zwergdarmegel Haplorchis yokogawai ist, kann der Verzehr ungenügend erhitzer Fische eine Haplorchiasis verursachen.